# Věra Chytilová
Věra Chytilová (Ostrava, antiga Txecoslovàquia –actual República Txeca–, 2 de febrer de 1929 - Praga, 12 de març de 2014) fou una directora de cinema avantguardista, pionera del cinema al seu país. La seva fama com a cineasta es deu sobretot a la pel·lícula Sedmikrásky (Les margarides), de 1966, prohibida durant anys per la censura txecoslovaca. L'èxit que obtingué al Bergamo Film Meeting, el festival de Bèrgam, germen del nou cinema europeu en aquells anys, van donar a conèixer la pel·lícula fora del seu país.
Věra Chytilová va estudiar filosofia i arquitectura abans d'ingressar a l'Escola de Cinema de Praga (FAMU), on va estudiar amb el reconegut director Otakar Vávra i al costat de Miloš Forman i Jiří Menzel. A principis dels anys 1960 tots tres van ser veus destacades de la nova ona txecoslovaca, moviment cinematogràfic del qual Chytilová va representar la faceta més experimental.
Des dels inicis de la seva carrera cinematogràfica, Chytilová es va comprometre amb el moviment feminista. La seva pel·lícula de graduació, de 1962, basada en la seva experiència com a model, va ser Strop (Sostre), una meditació protofeminista sobre la indústria de la moda. També és del 1962 Pytel blech (Una bossa de puces), una sàtira sobre l'educació de les nenes.
Abolit l'intent de liberalització que va suposar la Primavera de Praga, el seu cinema irreverent i transgressor no va ser admès per les autoritats comunistes de l'època i va ser penalitzada amb la suspensió de la seva activitat cinematogràfica entre 1969 i 1975. Tot i així, no va voler deixar el seu país, com altres directors contemporanis seus que van fer carrera a Hollywood. Més endavant va fer El joc de la poma (1977), una altra de les seves pel·lícules més conegudes. Va continuar filmant fins al 2006 encara una vintena de films.

## Filmografia
- O láskách týraných (2009, TV Barrandov)
- Hezké chvilky bez záruky (2006)
- Pátrání po Ester (2005)
- Trója v proměnách času (2003)
- Vyhnání z ráje (2001)
- Vzlety a pády (2000)
- Pasti, pasti, pastičky (1998)
- Dědictví aneb Kurvahošigutntag (1993)
- Mí Pražané mi rozumějí (1991)
- T. G. M. - osvoboditel (1990)
- Kopytem sem, kopytem tam (1988)
- Šašek a královna (1987)
- Prague (1985)
- Vlčí bouda (1985)
- Praha - neklidné srdce Evropy (1984)
- Faunovo velmi pozdní odpoledne (1983)
- Chytilová versus Forman (1981)
- Kalamita (1981)
- Panelstory (1979)
- Čas je neúprosný (1978)
- El joc de la poma (1977) -
- Kamarádi (1971)
- Ovoce stromů rajských jíme (1969)
- Sedmikrásky (1966) - Les margarides
- Perličky na dně (1965)
- O něčem jiném (1963)
- Pytel blech (1962) - Una bossa de puces
- Strop (1962)
- Žurnál FAMU (1961)
- Pan Ká (1960)
- Zelená ulice (1960)
- Dům na Ořechovce (1959)